# La Balilla
La Balilla è una celebre canzone popolare milanese, attribuita a Italo Corrias. La prima incisione risale al 1963 ad opera di Giorgio Gaber e Maria Monti; negli anni ne sono state realizzate numerosissime versioni da parte di altrettanti artisti.
Il brano, del cui testo esistono varie versioni, racconta l'ironica storia di un venditore ambulante che, essendosi arricchito con il suo lavoro, decide di comprarsi una lussuosa automobile, una Fiat 508 Balilla appunto, ma essa gli viene smontata e distrutta pezzo per pezzo da amici, conoscenti e parenti.
Nel 1965 il cantante genovese Piero Parodi ha realizzato una rivisitazione della canzone in dialetto ligure, intitolata A seissento, nella quale l'auto protagonista non è più una Balilla ma una Fiat 600.